# Bombus portchinsky
Bombus portchinsky là một loài Hymenoptera trong họ Apidae. Loài này được Radoszkowski mô tả khoa học năm 1883.